# Георги Сидер
Георги Сидер или Георгиос Серидис, капитан Георгакис Спанос (на гръцки: Γεώργιος Σερίδης, καπετάν Γεωργάκης Σπανός), е гъркомански революционер, деец на гръцката въоръжена пропаганда в Македония от началото на XX век.

## Биография
Георгиос Серидис е роден в леринското арванито-влашко село Негован, тогава в Османската империя. По произход е албанец християнин, занимава се успешно с търговия на дървен материал, но след като турци убиват сина му, минава в нелегалност и сформира собствена чета от бившите си работници. Прави опит да се сближи с Митре Влаха. През 1902 година подпомага четите на Анастас Янков и Коте Христов в Костурско и Леринско. След това е привлечен от Герман Каравангелис заедно с Геле Търсиянски и Вангел Георгиев и сформира една от първите чети на гръцката въоръжена пропаганда в Македония. Действа срещу четите на ВМОРО в района на Енидже Вардар и Гумендже. Според гръцки източници разбива четата на Андон Иванов Терзиев на 26 декември 1904 година край Петрово и пленява 12 души. В действителност четата на Андон Терзиев се измъква от готвената засада. Андартите пленяват 33 души селяни от Петрово, но в същото време пристига турски аскер и започва сражение. Убити са четирима андарти, след което гръцката чета от около 80 души се предава на турците, които я отвеждат под строй първо в Енидже Вардар, а оттам в Солун.
През 1904 година се обединява с четата на Константинос Мазаракис (капитан Ениан). През 1905 година действа в Битолско и през февруари същата година напада българска чета при Крушево. След това продължава да действа в района на Паяк срещу Апостол Петков. Арестуван е от османската власт в Гумендже и така се прекратява дейността му.